# Augustin Zippe
Augustin Zippe (1. prosince 1747 Cvikov - 10. března 1816 Vídeň), původně českokamenický děkan, byl prvním rektorem pražského generálního semináře (1783-85), poté byl jmenován ředitelem Teologické fakulty ve Vídni. Dvorní rada Zippe se významně angažoval v péči o chudé v Čechách.

## Dílo
- Anleitung in die Sittenlehre der Vernunft und Offenbarung zum Privatunterricht der Jugend / Augustin Zippe. -- Prag : F. Mangoldt und Söhne, 1778. -- 64, 304 s. ; 8°
- Gedanken über die Abschaffung des Bettelns und Verpflegung der Armen / Ludwig Muratori's ; Uibersetzt und vermehrt von Peter Obladen. -- Brünn : gedruckt bey Johann Sylvester Siedler, 1784. -- [16], 103 s. ; 8°
- Sechs Predigten, gehalten auf Veranlassung der in Böhmischkamnitz errichteten Armenversorgungsanstalt / Des hochwürdigen Herrn Augustin Zyppe, Dechants zu Böhmischkamnitz, und Kanonici ... bei aller Heiligen ob dem Prager Schloße .. -- Nebst einer interessanten Vorrede, und einer besondern Nachricht von der Verfassung dieser Anstalt.. -- Brünn : mit Siedlerischen Schriften, 1784. -- 276, [4] s. ; 8°
- Von der moralischen Bildung angehender Geistlichen in dem Generalseminario in Prag / von Augustin Zippe, .... -- Prag : In der k. k. Normalbuchdruckerey, durch Wenzel Piskaczek, Faktor, 1784. -- [10], 114 s. ; 8°